# Batina Setentrional
Província de Batina Setentrional (em árabe: محافظة شمال الباطنة‎; romaniz.: Muḥāfaẓat Šamāl al-Bāṭinah) é uma das 11 províncias constitutivas do Sultanato do Omã. Segundo censo de 2010, havia 483 582 habitantes. Compreende uma área de 7 628 quilômetros quadrados e está subdividida em seis vilaietes (distritos).

## Vilaietes
| Nome árabe | Nome português | Área (km2) | População | Ref.  |
| ---------- | -------------- | ---------- | --------- | ----- |
| الخابورة   | Cabura         | 1 561      | 52 294    | [ 1 ] |
| السويق     | Suaique        | 1 007      | 111 711   | [ 1 ] |
| لوى        | Liua           | 740        | 34 001    | [ 1 ] |
| صحم        | Saame          | 1 495      | 93 438    | [ 1 ] |
| شناص       | Xinas          | 1 070      | 52 132    | [ 1 ] |
| صحار       | Soar           | 2 025      | 140 006   | [ 1 ] |